# Карпенко, Вилий Иванович
Вилий Иванович Карпенко (1924—1995) — подполковник Советской Армии, участник Великой Отечественной войны, Герой Советского Союза (1945).

## Биография
Вилий Карпенко родился 19 августа 1924 года в селе Усвяты (ныне — Усвятский район Псковской области). После окончания семи классов школы и школы фабрично-заводского ученичества работал токарем на одном из новосибирских предприятий. В августе 1942 года Карпенко был призван на службу в Рабоче-крестьянскую Красную Армию. С апреля 1943 года — на фронтах Великой Отечественной войны. К июню 1944 года старшина Вилий Карпенко командовал сапёрным взводом разведки 389-го отдельного сапёрного батальона 222-й стрелковой дивизии 33-й армии 3-го Белорусского фронта. Отличился во время Белорусской операции.
В ночь с 21 на 22 июня 1944 года взвод Карпенко переправился через реку Проня и проделал проходы в минных полях и проволочных заграждениях противника, благодаря чему советские стрелковые части смогли успешно переправиться вслед за ними. Карпенко активно участвовал в боях за захват и удержание плацдарма на западном берегу реки. В ночь со 2 на 3 июля 1944 года Карпенко нашёл брод через реку Березина в районе деревни Жуковец Березинского района Минской области Белорусской ССР, благодаря чему сумели беспрепятственно переправиться два стрелковых полка.
Указом Президиума Верховного Совета СССР от 24 марта 1945 года за «образцовое выполнение боевых заданий командования на фронте борьбы с немецкими захватчиками и проявленные при этом мужество и героизм» старшина Вилий Карпенко был удостоен высокого звания Героя Советского Союза с вручением ордена Ленина и медали «Золотая Звезда» за номером 5789.
После окончания войны Карпенко продолжил службу в Советской Армии. В 1945 году он окончил Московское военно-инженерное училище, в 1947 году — курсы усовершенствования офицерского состава, в 1965 году — Тюменское военно-инженерное училище. В 1970 году в звании подполковника Карпенко был уволен в запас. Проживал в городе Мытищи Московской области. Умер 2 мая 1995 года, похоронен в Мытищах.
Был также награждён орденами Отечественной войны 1-й и 2-й степеней, двумя орденами Красной Звезды, орденом Славы 3-й степени, рядом медалей.